# ستانلي فالكو
ستانلي فالكو هو عالم أحياء دقيقة أمريكي، ومدرّس في قسم علم الأحياء الدقيقة والمناعة في كلية الطب بجامعة ستانفورد، اكتشف أسباب انتقال العدوى على المستوى الجزيئي وحذّر من تطوّر مشكلة مقاومة الجراثيم للصادات الحيوية، وتحدث عن أهمية الكائنات الحية الدقيقة، وصاغ فرضيات كوخ التي شكلت المرجع الأساسي لدراسة الأمراض المعدية منذ أواخر الثمانينات.

## النشأة والتعليم
ولد فالكو في عائلة تتحدث اللغة اليديشية في ألباني في نيويورك، ينحدر والده من أصول أوكرانية، وهاجر إلى نيويورك ليعمل كبائع أحذية، وأم تنتمي إلى عائلة يهودية مهاجرة من بولندا.
يعزي فولكو اهتمامه بعلم الأحياء الدقيقة إلى قراءة كتاب «مايكروب هانترز» عندما كان في الحادي عشر من عمره في عام 1943، وجد فالكو الكتاب بالمكتبة العامة بعد انتقال عائلته إلى مقاطعة نيوبورت في جزيرة رود، الكتاب مُستمَد من بحث في مجال الأحياء الدقيقة للعالم الأمريكي بول دي كرويف. دفعت درجاته المنخفضة في سنة التخرج بعض الأشخاص أن ينصحوه بالالتحاق بالخدمة العسكرية عوضاً عن الذهاب إلى الجامعة.

## الحياة المهنية
درس فالكو علم الأحياء في جامعة مين نظراً لوجود قسم خاص بالأحياء الدقيقة في هذه الجامعة، وعمل في قسم التشريح المرضي في مشفى نيوبورت خلال فصل الصيف، ليتخرج عام 1955. أصيب غلاكو بحالة من القلق قبل التحاقه بجامعة ميشيغان وانسحب منها بسبب نوبات الهلع المتكررة التي أصابته، إذ تجنب الدخول إلى دور السينما ما بين عامي 1956  و1961، انتقل بعدها إلى جامعة براون وتخرج منها عام 1961 بإجازة دكتوراه.
انضم لمنظمة والتر ريد العسكرية للبحوث في القسم المختص بدراسة مقاومة البكتريا، ليُعين فيما بعد معاوناً لرئيس القسم.
تركّزت أبحاثه في الستينات على الآليات الجينية التي تُمكّن البكتيريا أن تصبح مقاومة للمضادات الحيوية، إذ أوضح أن كائنات حية مثل الشيغيلا يمكنها أن تمتلك قطع جينية تدعى بلازميدات، تتوضع بعيداً عن الصبغي البكتيري، تحمل البلازميدات المعلومات المتخصصة بالبقاء على قيد الحياة، وتستطيع تحت ظروف خاصة وتحت تأثير الصادات أن تنتقل من نوع بكتيريا إلى آخر من دون الحاجة إلى التزاوج، وبهذه الطريقة تحافظ البكتيريا على المورّثات المتخصّصة بالبقاء على قيد الحياة.
وفي عام 1966 عمل فالكو كأستاذ للأحياء الدقيقة في جامعة جورجتاون لينتقل بعدها إلى مدينة سياتل وينضم إلى هيئة التدريس بكلية الطب بجامعة واشنطن، إذ ركز أبحاثه على البكتيريا المسببة للسيلان والتهاب السحايا وأوضح كيفية امتلاكها لهذه البلازميدات التي تجعلها مقاومة للبنسلين والمضادات الحيوية الأخرى.
اتجه فالكو في السبعينات إلى دراسة العدوى، إذ أوضح أن سبب الإسهال المهدّد للحياة في البلدان النامية، وهو أحد أنواع الإشريكية القولونية، وشارك كل من رويستون سي كلويس وستانلي نورمان كوهين وروي كيرتس وناعومي داتا وريتشارد بي نوفيك اقتراحهم لتسمية موحدة للبلازميدات البكتيرية.
وفي عام 1981 عُيّن رئيساً لقسم الأحياء الدقيقة في كلية الطب بجامعة ستانفورد، وشغل هذا المنصب حتى عام 1985، وأثناء تواجده في ستانفورد شجع فالكو إستير ليدربيرغ على الاستمرار بعمله في مركز البلازميد المرجعي في ستانفورد، الذي يعد سجل عالمي للبلازميدات والينقولات وتسلسلات الغرز.

## الحياة الشخصية والوفاة
تزوج ستانلي فالكو من رودا أوستروف وأنجب منها ابنتان، وانفصلا لاحقاً في عام 1983، تزوج من أخصائية في مجال الأمراض المعدية في جامعة ستانفورد تدعى لوسي تومبكينز، شُخص بمتلازمة خلل التنسج النخاعي في عام 2004، أعطاه الأطباء معدل بقيا لمدة عامين. توفي فالكو في الخامس من مايو في عام 2018 عن عمر يناهز أربعةٌ وثمانون عاماً في منزله في بورتولا فالي بكليفورنيا بسبب متلازمة خلل التنسج النخاعي.

## المساهمات والتكريم

ستانلي فالكو يكرم بالميدالية الوطنية الأمريكية للعلوم

لُقب فالكو بأب علم الأمراض الجزيئي والأحياء الدقيقة، إذ درس كيفية تفاعل الأحياء الدقيقة المعدية مع الخلايا المضيفة لتسبب الأمراض، تتواسط خلايا المضيف بحسب وجهة نظر فالكو عملية العدوى، إذ اكتشف أن الأحياء الدقيقة تمتلك جينات لا تتفعّل إلا داخل الخلايا المضيفة، أثمرت أبحاثه عن تطبيقات سريرية مثل لقاح السعال الديكي.[بحاجة لمصدر]
نشر فالكو العديد من المقالات وحصل على العديد من الجوائز تكريماً لإنجازاته العلمية  من ضمنها جائزة من شركة بريستول مايرز سكويب لإنجازاته المتميزة في دراسة الأمراض المعدية، ووسام التمير من الجمعية الأمريكية للأمراض المعدية الجراحية، وجائزة هوارد تايلور ريكيتس، وجائزة بول إيرليش ولودفيج دارمستدير، وفي عام 2003 حصل على جائزة أبوت لايف أشيفمنت من الجمعية الأمريكية لعلم الأحياء الدقيقة، وجائزة سلمان واكسمان في علوم الأحياء الجزيئية من الأكاديمية الوطنية للعلوم بالإضافة إلى جائزة روبورت كوخ عام 2000.
انتُخب فالكو رئيساً للجمعية الأمريكية لعلم الأحياء الدقيقة من يوليو 1997 حتى يونيو 1998 وحصل على جائزة ماكسويل فنلندا من المؤسسة الوطنية للأمراض المعدية في عام 1999، وحصل على دكتوراه فخرية في العلوم من جامعتي جيلف وأونتاريو في نفس العام. حصل فالكو أيضًا على دكتوراه فخرية في كل من أوروبا والولايات المتحدة.
انتُخب الدكتور فالكو عضوًا في كل من معهد الطب والأكاديمية الوطنية للعلوم، والأكاديمية الوطنية للفنون والعلوم والجمعية الأمريكية لتقدم العلوم بالإضافة لانتخابه في الجمعية الملكية البريطانية كعضو أجنبي.
وفي عام 2008 حصل فالكو على جائزة لاسكر للأبحاث الطبية.